# Jugovizija
O Jugovizija (em cirílico: Југовизија; em português: Jugosvisão), conhecido também como Festival Opatija, por se ter realizado várias vezes durante a década de 1970 na cidade croata de Opatija e, após 1981, como Jugoslavenski izbor za Pesmu Evrovizije, foi um concurso anual promovido pela JRT, de 1961 até 1992, com o objectivo de selecionar uma canção para o Festival da Eurovisão. A competição era organizada pela Rádio e Televisão Jugoslava (JRT), a corporação nacional de rádio e televisão de oito centros regionais de rádio e televisão, correspondendo às capitais de cada república socialista federativa jugoslava: República Socialista da Bósnia e Herzegovina (RTV Sarajevo), República Socialista da Croácia (RTV Zagreb e RTV Split), República Socialista da Macedónia (RTV Skopje), República Socialista do Montenegro (RTV Titograd), República Socialista da Sérvia (RTV Belgrado) e República Socialista da Eslovénia (RTV Ljubljana), como também dos serviços de radiodifusão das regiões autônomas pertencentes à Sérvia: Província Socialista Autónoma do Kosovo (RTV Priština) e Província Socialista Autónoma da Voivodina (RTV Novi Sad).
As primeiras emissoras públicas subnacionais a competir em 1961 foram RTV Belgrado, RTV Ljubljana e RTV Zagreb, enquanto outras se juntaram nos anos seguintes. continha a participação das televisões públicas sub-nacionais.
Durante a sua existência, a RSF da Jugoslávia foi representada por vários artistas de 5 das 8 federações jugoslavas. Esses artistas eram da Bósnia e Herzegovina, Croácia, Montenegro, Sérvia e Eslovénia, com a Macedónia, Voivodina, e Kosovo a nunca terem ganho uma final nacional. Croácia foi a república socialista mais bem sucedida, sendo representada 13 vezes e ganhando uma, em 1989. Entre 1977 e 1980, e em 1985, a Jugoslávia não participou.
A única canção a vencer o Festival Eurovisão da Canção foi "Rock Me" pelo grupo Riva, em 1989. No ano seguinte, o Festival Eurovisão da Canção 1990 teve lugar em Zagreb.

## Participantes
| Ano  | Primeira participação de cada unidade federal |
| ---- | --------------------------------------------- |
| 1961 | Croácia (Zagreb), Eslovénia, Sérvia           |
| 1962 | Bósnia e Herzegovina                          |
| 1965 | Macedónia                                     |
| 1968 | Montenegro                                    |
| 1974 | Kosovo, Voivodina                             |
| 1979 | Croácia (Split)                               |

## Edições
| Ano  | Participantes   | Local                                      | Apresentador(es)                                                                                          | Dia(s)                     | Vencedor             | Artista                          | Canção                     | Classificação na Eurovisão |
| ---- | --------------- | ------------------------------------------ | --- | -------------------------- | -------------------- | -------------------------------- | -------------------------- | -------------------------- |
| 1961 | 9               | Teatro Dramático Nacional de Ljubljana     | Milanka Bavcon                                                                                            | 16 de fevereiro            | Sérvia               | Ljiljana Petrović                | "Neke davne zvezde"        | 8º                         |
| 1962 | 12              | Estúdios da RTV Zagreb                     | Mladen Delić                                                                                              | 23 de janeiro              | Sérvia               | Lola Novaković                   | "Ne pali svetla u sumrak"  | 4º                         |
| 1963 | 8               | Belgrado                                   | Desconhecido                                                                                              | 1 de fevereiro             | Croácia              | Vice Vukov                       | "Brodovi"                  | 11º                        |
| 1964 | 8               | Delavski Dom, Trbovlje                     | Helena Koder                                                                                              | 5 de fevereiro             | Bósnia e Herzegovina | Sabahudin Kurt                   | "Život je sklopio krug"    | 13º                        |
| 1965 | 14              | Radnički Dom, Zagreb                       | Zeljka Marković                                                                                           | 6 de fevereiro             | Croácia              | Vice Vukov                       | "Čežnja"                   | 12º                        |
| 1966 | 13              | Dom Sindikata, Belgrado                    | Mića Orlović                                                                                              | 23 de janeiro              | Eslovénia            | Berta Ambrož                     | "Brez besed"               | 7º                         |
| 1967 | 15              | Estúdios da RTV Ljubljana                  | Tomaz Tercek                                                                                              | 19 de fevereiro            | Eslovénia            | Lado Leskovar                    | "Vse rože sveta"           | 8º                         |
| 1968 | 15              | Estúdios da RTV Skopje                     | Vesna Nestorović, Kristina Remskar, Dubravka Cecez, Snežana Lipkovska, Rosanda Kovijanić e Helga Vlahović | 25 de fevereiro            | Croácia              | Luči Kapurso & Hamo Hajdarhodžić | "Jedan dan"                | 7º                         |
| 1969 | 17              | Estúdios da RTV Zagreb                     | Oliver Mlakar                                                                                             | 5 de fevereiro             | Croácia              | Ivan & 3M                        | "Pozdrav svijetu"          | 13º                        |
| 1970 | 15              | Estúdios da RTV Belgrado                   | Mića Orlović                                                                                              | 14 de fevereiro            | Eslovénia            | Eva Sršen                        | "Pridi, dala ti bom cvet"  | 11º                        |
| 1971 | 9               | Hala Komunalnega Centra, Domžale           | Helena Koder e Ljubo Jelčić                                                                               | 20 de março                | Croácia              | Kićo Slabinac                    | "Tvoj dječak je tužan"     | 14º                        |
| 1972 | 12              | Skenderija, Sarajevo                       | Mirjana Jančić                                                                                            | 12 de fevereiro            | Croácia              | Tereza Kesovija                  | "Muzika i ti"              | 9º                         |
| 1973 | 36              | Hotel Kvarner, Opatija                     | Helga Vlahović e Oliver Mlakar                                                                            | 1-3 de março               | Bósnia e Herzegovina | Zdravko Čolić                    | "Gori vatra"               | 15º                        |
| 1974 | 36              | Hotel Kvarner, Opatija                     | Oliver Mlakar, Ljiljana Trajkovska, Milanka Bavcon e Mića Orlović                                         | 28 de fevereiro-2 de março | Sérvia               | Korni grupa                      | "Moja generacija"          | 12º                        |
| 1975 | 33              | Hotel Kvarner, Opatija                     | Oliver Mlakar                                                                                             | 13-15 de fevereiro         | Eslovénia            | Pepel in Kri                     | "Dan ljubezni"             | 13º                        |
| 1976 | 21              | Hotel Kvarner, Opatija                     | Oliver Mlakar                                                                                             | 20-21 de fevereiro         | Bósnia e Herzegovina | Ambasadori                       | "Ne mogu skriti svoju bol" | 17º                        |
| 1977 | Não se realizou | Não se realizou                            | Não se realizou                                                                                           | Não se realizou            | Não se realizou      | Não se realizou                  | Não se realizou            | Não se realizou            |
| 1978 | 16              | Hotel Kvarner, Opatija                     | Oliver Mlakar, Helga Vlahović, Milanka Bavcon e Mića Orlović                                              | 18 de fevereiro            | Croácia              | Oliver Dragojević                | "Zbogom ostaj ljubavi"     | Não participou             |
| 1979 | 18              | Hotel Kvarner, Opatija                     | Helga Vlahović e Oliver Mlakar                                                                            | 3 de março                 | Croácia              | Tereza Kesovija                  | "Disco"                    | Não participou             |
| 1980 | 18              | Hotel Kvarner, Opatija                     | Helga Vlahović e Oliver Mlakar                                                                            | 19 de fevereiro            | Macedónia            | Maja Odžaklijevska               | "Vraćam se"                | Não participou             |
| 1981 | 16              | Estúdios da RTV Belgrado                   | Minja Subota e Helga Vlahović                                                                             | 28 de fevereiro            | Bósnia e Herzegovina | Vajta                            | "Lejla"                    | 15º                        |
| 1982 | 16              | Estúdios da RTV Ljubljana                  | Miša Molk                                                                                                 | 12 de março                | Sérvia               | Aska                             | "Halo, Halo"               | 14º                        |
| 1983 | 16              | Estúdios da RTV Novi Sad                   | Dina Čolić                                                                                                | 4 de março                 | Montenegro           | Daniel                           | "Džuli"                    | 4º                         |
| 1984 | 16              | Universal Hall, Skopje                     | Marija Damjanovska                                                                                        | 23 de março                | Montenegro           | Vlado & Isolda                   | "Ciao, amore"              | 18º                        |
| 1985 | 15              | Estúdios da RTV Zagreb                     | Ana Brbora                                                                                                | 2 de março                 | Croácia              | Zorica Kondža feat. Josip Genda  | "Pokora"                   | Não participou             |
| 1986 | 16              | Palácio da Juventude e Desportos, Priština | Enver Petrovci                                                                                            | 7 de março                 | Croácia              | Doris Dragović                   | "Željo moja"               | 11º                        |
| 1987 | 24              | Sava Centar, Belgrado                      | Dubravka Milošević                                                                                        | 7 de março                 | Croácia              | Novi Fosili                      | "Ja sam za ples"           | 4º                         |
| 1988 | 15              | Cankar Centre, Ljubljana                   | Miša Molk e Bogdan Barovič                                                                                | 12 de março                | Croácia              | Srebrna krila                    | "Mangup"                   | 6º                         |
| 1989 | 16              | Teatro Nacional da Sérvia, Novi Sad        | Dina Čolić e Boško Negovanović                                                                            | 4 de março                 | Croácia              | Riva                             | "Rock Me"                  | 1º                         |
| 1990 | 16              | Centro de Basquetebol Jazine, Zadar        | Ana Brbora-Hum e Branko Uvodić                                                                            | 3 de março                 | Croácia              | Tajči                            | "Hajde da ludujemo"        | 7º                         |
| 1991 | 16              | Estúdios da RTV Sarajevo                   | Draginja Balac e Senad Hadžifejzović                                                                      | 9 de março                 | Sérvia               | Bebi Dol                         | "Brazil"                   | 21º                        |
| 1992 | 20              | Estúdios da RTV Belgrado                   | Radoš Bajić                                                                                               | 28 de março                | Sérvia               | Extra Nena                       | "Ljubim te pesmama"        | 13º                        |

## Vitórias e organizações
| Emissora       | Unidade federal      | Organizações                                                                | Vitórias                                                                          |
| -------------- | -------------------- | --------------------------------------------------------------------------- | --------------------------------------------------------------------------------- |
| RTV Zagreb     | Croácia              | 12 (1962, 1965, 1969, 1973, 1974, 1975, 1976, 1978, 1979, 1980, 1985, 1990) | 13 (1963, 1968, 1969, 1971, 1972, 1978, 1979, 1985, 1986, 1987, 1988, 1989, 1990) |
| RTV Ljubljana) | Eslovénia            | 6 (1961, 1964, 1967, 1971, 1982, 1988)                                      | 6 (1961, 1962, 1966, 1967, 1970, 1975)                                            |
| RTV Belgrado   | Sérvia               | 6 (1963, 1966, 1970, 1981, 1987, 1992)                                      | 4 (1974, 1982, 1991, 1992)                                                        |
| RTV Sarajevo   | Bósnia e Herzegovina | 2 (1972, 1991)                                                              | 5 (1964, 1965, 1973, 1976, 1981)                                                  |
| RTV Skopje     | Macedónia            | 2 (1968, 1984)                                                              | 1 (1980)                                                                          |
| RTV Titograd   | Montenegro           | 0                                                                           | 2 (1983, 1984)                                                                    |
| RTV Novi Sad   | Voivodina            | 2 (1983, 1989)                                                              | 0                                                                                 |
| RTV Priština   | Kosovo               | 1 (1986)                                                                    | 0                                                                                 |
| RTV Split      | Croácia              | 0                                                                           | 0                                                                                 |

### Participações
| Emissora       | Unidade federal      | Participações | Participações na final | Primeira participação | Última participação | Canções | Canções na final |
| -------------- | -------------------- | ------------- | ---------------------- | --------------------- | ------------------- | ------- | ---------------- |
| RTV Zagreb     | Croácia              | 30            | 30                     | 1961                  | 1991                | 92      | 87               |
| RTV Belgrado   | Sérvia               | 30            | 30                     | 1961                  | 1992                | 84      | 79               |
| RTV Ljubljana) | Eslovénia            | 30            | 30                     | 1961                  | 1991                | 82      | 76               |
| RTV Sarajevo   | Bósnia e Herzegovina | 29            | 29                     | 1962                  | 1992                | 73      | 65               |
| RTV Skopje     | Macedónia            | 24            | 22                     | (1963) 1965           | 1991                | 60      | 51               |
| RTV Titograd   | Montenegro           | 21            | 19                     | (1963) 1968           | 1992                | 37      | 34               |
| RTV Novi Sad   | Voivodina            | 19            | 18                     | (1963) 1974           | 1992                | 34      | 31               |
| RTV Priština   | Kosovo               | 18            | 16                     | (1963) 1974           | 1992                | 34      | 28               |
| RTV Split      | Croácia              | 2             | 2                      | 1979                  | 1980                | 4       | 4                |

### Sedes
| Edições | Cidade    | Unidade federal      | Anos                                     |
| ------- | --------- | -------------------- | ---------------------------------------- |
| 7       | Opatija   | Croácia              | 1973, 1974, 1975, 1976, 1978, 1979, 1980 |
| 6       | Belgrado  | Sérvia               | 1970, 1981, 1992, 1987, 1966, 1963       |
| 4       | Zagreb    | Croácia              | 1962, 1969, 1985, 1965                   |
| 4       | Ljubljana | Eslovénia            | 1967, 1982, 1961, 1988                   |
| 2       | Sarajevo  | Bósnia e Herzegovina | 1972, 1991                               |
| 2       | Skopje    | Macedónia            | 1984, 1968                               |
| 2       | Novi Sad  | Voivodina            | 1989, 1983                               |
| 1       | Priština  | Kosovo               | 1986                                     |
| 1       | Zadar     | Croácia              | 1990                                     |
| 1       | Domžale   | Eslovénia            | 1971                                     |
| 1       | Trbovlje  | Eslovénia            | 1964                                     |